# Comuna Velîka Cernihivka, Ovruci
Velîka Cernihivka (în ucraineană Великочернігівська сільська рада) este o comună în raionul Ovruci, regiunea Jîtomîr, Ucraina, formată din satele Bohdanivka, Kamin, Mala Cernihivka, Mameci, Nîvkî, Prîvar și Velîka Cernihivka (reședința).

## Demografie
Componența lingvistică a comunei Velîka Cernihivka
     Ucraineană (92,66%)
     Rusă (7,02%)
     Alte limbi (0,24%)
Conform recensământului din 2001, majoritatea populației comunei Velîka Cernihivka era vorbitoare de ucraineană (92,66%), existând în minoritate și vorbitori de rusă (7,02%).